# David Vincent O'Malley
David Vincent O'Malley, britanski general, * 13. julij 1891, † 1955.